# Chordodes aethiopicus
Chordodes aethiopicus är en tagelmaskart som beskrevs av Inoue 1974. Chordodes aethiopicus ingår i släktet Chordodes och familjen Chordodidae. Inga underarter finns listade i Catalogue of Life.